# Galeria Mayoral
La Galeria Mayoral es va inaugurar a Barcelona l'any 1989 i està especialitzada en art modern i de postguerra de Barcelona, centrada en els anys 1930-1975. És una de les principals galeries especialitzades en obres de Miró, Dalí i Picasso i també en altres artistes destacats com Calder, Chagall, Léger, Fontana, Tàpies, Chillida, Basquiat, BarcelóTambé treballa amb els artistes vinculats al grup Dau al Set: Ponç, Brossa, Tharrats, Cuixart i Tàpies. La galeria opera a nivell mundial amb activitat a Europa, els Estats Units, l'Amèrica Llatina i l'Àsia per mitjà de les principals fires internacionals i relacions amb col·leccionistes, galeristes i museus de renom.
El 2019 van inaugurar un segon espai a París, amb el propòsit de desenvolupar un projecte artístic i curatorial més ampli, i l'objectiu de redescobrir artistes nacionals vinculats a França.
El 2016 van presentar el projecte Miró's studio, una recreació a Londres de l'estudi mallorquí del pintor.